# 34e cérémonie des National Society of Film Critics Awards
La 34e cérémonie des National Society of Film Critics Awards (NSFC Awards), décernés par la National Society of Film Critics, a eu lieu le 8 janvier 2000, et a récompensé les films réalisés l'année précédente.

## Palmarès

### Meilleur film
(ex æquo)
1. Topsy-Turvy
1. Dans la peau de John Malkovich (Being John Malkovich)
2. L'Arriviste (Election)

### Meilleur réalisateur
1. Mike Leigh pour Topsy-Turvy
2. David O. Russell pour Les Rois du désert (Three Kings)
3. Sam Mendes pour American Beauty

### Meilleur acteur
1. Russell Crowe pour le rôle du Dr Jeffrey Wigand dans Révélations (The Insider)
2. Jim Broadbent pour le rôle de W. S. Gilbert dans Topsy-Turvy
3. Kevin Spacey pour le rôle de Lester Burnham dans American Beauty

### Meilleure actrice
1. Reese Witherspoon pour le rôle de Tracy Flick dans L'Arriviste (Election)
2. Hilary Swank pour le rôle de Brandon Teena dans Boys Don't Cry
3. Kate Winslet pour le rôle de Sara Goldfarb dans Holy Smoke (Holy Smoke!)

### Meilleur acteur dans un second rôle
1. Christopher Plummer pour le rôle de Mike Wallace dans Révélations (The Insider)
2. Philip Seymour Hoffman pour le rôle de Phil Parma dans Magnolia et pour le rôle de Freddie Miles dans Le Talentueux Mr Ripley (The Talented Mr. Ripley)
3. Haley Joel Osment pour le rôle de Cole Sear dans Sixième Sens (The Sixth Sense)

### Meilleure actrice dans un second rôle
1. Chloë Sevigny pour le rôle de Lana Tisdel dans Boys Don't Cry
2. Julianne Moore pour ses rôles dans Magnolia, Cookie's Fortune, Une carte du monde (A Map of the World) et Un mari idéal (An Ideal Husband)
3. Samantha Morton pour le rôle de Hattie dans Accords et Désaccords (Sweet and Lowdown)

### Meilleur scénario
1. Dans la peau de John Malkovich (Being John Malkovich) – Charlie Kaufman
2. L'Arriviste (Election) – Alexander Payne et Jim Taylor
3. American Beauty – Alan Ball

### Meilleure photographie
1. American Beauty – Conrad L. Hall
2. Sleepy Hollow – Emmanuel Lubezki
3. Une histoire vraie (The Straight Story) – Freddie Francis

### Meilleur film en langue étrangère
1. Conte d'automne •  France
2. La Vie rêvée des anges •  France
3. Tout sur ma mère (Todo sobre mi madre) •  Espagne

### Meilleur film documentaire
1. Buena Vista Social Club
2. Mr. Death : Grandeur et décadence de Fred A. Leuchter Jr. (Mr. Death: The Rise and Fall of Fred A. Leuchter, Jr.)
3. American Movie

### Experimental Film Award
- Robert Beavers

### Film Heritage
1. La distribution américaine et la redécouverte des négatifs du film de Jean Renoir, La Grande Illusion par Rialto Pictures.
2. La re-sortie pour le 50e anniversaire du film de Carol Reed, Le Troisième Homme (The Third Man) par Rialto Pictures.
3. La sortie en vidéo et DVD aux États-Unis de la version originale Gaumont du film de Carl Dreyer, La Passion de Jeanne d'Arc par Home Vision, Inc. et Criterion.
4. La diffusion à la télévision de la version allongée (4h) du film de Erich von Stroheim, Les Rapaces (Greed) sur Turner Classic Movies.

### Special Citation
- James Quandt de la Cinematheque Ontario